# Academia Latina da Gravação
Academia Latina da Gravação (em castelhano:  Academia Latina de la Grabación; em inglês:  The Latin Recording Academy), formalmente Academia Latina de Artes e Ciências da Gravação, é uma associação de músicos, produtores, engenheiros e outros profissionais criativos e técnicos da indústria musical latina. Eles se dedicam a difundir a música latina dentro e fora dos Estados Unidos. Foi criada em 1997 como contraparte da The Recording Academy para expandir sua operação na América Latina e Espanha. Sua sede está localizada em Miami. A Academia Latina da Gravação é a organizadora oficial do Grammy Latino. Manuel Abud é o atual presidente e CEO da organização.